# ウニタ (イタリアの新聞)
『ウニタ』、ないし、『ルニタ』（イタリア語: l'Unità、[luniˈta]、「団結」の意）は、1924年にイタリア共産党 (PCI) の機関紙として創刊されたイタリアの新聞。1991年に共産党が分裂して以降は、一般紙となった。この新聞は、イタリア共産党とその後継政党である左翼民主党、左翼民主主義者を支持し、2007年10月から2017年に休刊するまでの間は民主党を支持していた。
この新聞は、2014年7月31日に休刊した。その後、2015年6月30日に復刊したが、2017年6月3日に再び休刊した。2023年5月16日、この新聞はピエロ・サンソネッティが編集者となる独立した定期刊行物として、三度目の復刊を果たした。

## 沿革
『ウニタ』は、アントニオ・グラムシによって1924年2月12日に、「労働者と農民の新聞」、イタリア共産党 (PCI) の機関紙として創刊された。印刷はミラノでおこなわれ、発行部数は2万部から3万部であった。1925年11月8日、ミラノの当局は、イタリア社会党 (PSI) の機関紙『アヴァンティ! (Avanti!)』と併せて、『ウニタ』の発行を差し止めた。1926年10月31日にベニート・ムッソリーニの暗殺未遂事件が起きた後、『ウニタ』の発行は完全に禁じられた。 1927年年初からは、秘密裏に発行されはじめ、ミラノ、トリノ、ローマやフランスにおいて、不定期での刊行がおこなわれた。完全な刊行体制が復活したのは連合軍がローマを陥落させた1944年6月6日以降であり、新たに編集長となったのはチェレステ・ネガルヴィレであった。
ドイツによる占領から解放された1945年には、新たに地方版がミラノ、ジェノバ、トリノに設けられ、トリノ版の編集には哲学者のルドヴィコ・ジェイモナットが当たった。当時『ウニタ』の編集長を務めていたのはエリオ・ヴィットリーニであった当時の寄稿者たちの中には、ダヴィデ・ラヨロ、ルイージ・カヴァッロ、アダ・ゴベッティ、チェーザレ・パヴェーゼ、イタロ・カルヴィーノ、アルフォンソ・ガット、アルド・トルトレッラ、パオロ・スプリアーノらがいた。この年、イタリア各地の多くの都市で、フェスタ・デ・ルニタ (festa de l'Unità) が開催された。1957年には、ジェノバ、ミラノ、トリノの各版が統合されて、北イタリア版が制作されるようになった。
1962年には、マリオ・アリカータの下で、各版の編集権の統合が図られ、1966年にはマウリツィオ・フェラーラがその後を継いだ。『ウニタ』の発行部数は、1974年の時点で 239,000部であり、1981年にはおよそ100万部となっていたが、新たに登場した左翼系の新聞『ラ・レプッブリカ (la Repubblica)』との競争により、1980年代はじめに相当の部数減に直面し、わずか1年後の1982年には部数の5分の2を失って、およそ60万部となった。 1982年には、キリスト教民主党所属の大臣だったヴィンチェンツォ　スコッティが、犯罪組織カモッラの親玉だったラファエレ・クートロと結託している、と糾弾する記事を掲載したが、その後、この内容は虚偽であったことが判明した。編集長だったクラウディオ・ペトルッチオーリは辞任し、エマヌエーレ・マカルーソに交代した。後にイタリアの首相となるマッシモ・ダレマは、1990年7月まで、『ウニタ』の経営責任者を務めていた。
1989年から1990年にかけて、『ウニタ』には、ミケーレ・セラの下で制作された風刺的内容の週刊誌『クオーレ (Cuore)』が付録として付いていた。1991年、『ウニタ』は、紙名に添えられていた「イタリア共産党機関紙 (organo del Partito Comunista Italiano）」という文言を、「アントニオ・グラムシが創刊した新聞 (Giornale fondato da Antonio Gramsci)」に置き換えた。1992年から1996年にかけて、経営にあたっていたワルテル・ヴェルトローニは、定期的に本紙の無料付録として本やビデオカセットを配った。
2000年7月28日から2001年3月28日までの8か月間、『ウニタ』は財政面の問題を抱え、刊行を休止した。この間、発行者は、左翼民主主義者 (DS) とも民主党 (PD) とも繋がりのない出版社であるボルディーニ+カストルディとなったが、論調における政治的立場は、引き続きDSやPDと強く結びついたものであり続けた。
2008年5月、ティスカリ（Tiscali、テッセリスの前身）の創業者で、サルデーニャの首長であるレナト・ソルが、新たに『ウニタ』のオーナーとなることが決定した。この新体制における最初の動きのひとつは、2008年8月におこなわれた編集長の交代であり、アントニオ・パデラロに代えて、『ラ・レプッブリカ』の記者出身であるコンチータ・デ・グレゴリオが新たな編集長となった。2009年6月、マウリツィオ・ミアンが所有する、Gunther Reform Holding 300万ユーロを投資して『ウニタ』の株式の 20% を取得したが、オーナーシップはサルが握ったままであった。2012年5月7日からは、ベルリナー判での刊行が始まった。
2014年7月31日、『ウニタ』はまた休刊した。株主の集会がもたれたが、いかにして財政的にこの新聞を維持するのか、結論を出すことはできず、負債額は3000万ユーロにのぼっていた。
2015年6月30日、『ウニタ』は新たな編集長エラスモ・ダンジェリス (Erasmo d'Angelis) を迎え、リニューアルされた紙面づくりを始めた。新しいオーナーは、イタリアの建築業界の大物実業家ステファノ・ペッシーナ (Stefano Pessina)で、株式の一部は民主党が所有することになった。しかし、新たに再出発した『ウニタ』は、程なくしてまた経営危機に陥り、毎月25万ユーロの純損失を出し、６万部の新聞を印刷しながら、実売部数は　8000部に留まった。事態の改善を期して、オーナーたちは編集長のダンジェリスを解任し、長らく『ウニタ』で働いてきたカートゥーン作家のセルジオ・スタイノを新たな編集長に任命した。しかし、これも功を奏さず、2017年6月3日に、『ウニタ』は3度目の休刊に入った。
2018年から2022年まで、『ウニタ』は、発行免許の失効を回避するため、年1回だけ刊行された。
2022年7月27日、『ウニタ』の発行会社は破産宣告を受け、新聞発行事業は公開の競売にかけられた。
2022年11月22日、その少し前に『リフォルミスタ (Il Riformista)』を取得して再刊させていた Romeo Editore srl グループが、91万ユーロを投じて『ウニタ』を買収した。その後、ピエロ・サンソネッティが編集長に指名され、『ウニタ』は2023年5月16日に刊行を再開した。

## 発行部数の推移
『ウニタ』の発行部数の最盛期は1950年代前半とされており、当時の日曜版は100万部を超える部数があったという。
1988年の時点で、『ウニタ』の発行部数30万部であった。1991年の時点では、156,000部ほどが発行されていたが、翌1992年には、 124,000部になってしまった。1997年の時点では、発行部数は 82,078部で、イタリアの新聞としては10番目に大きな部数とされていた。2008年の部数は 49,536部、2009年の部数は 53,221部であった。しかし、部数は2010年には 44,450部まで落ち込んだ。2014年4月時点での部数は 20,937部であった。2016年の部数は、8,000部まで下落し、2017年には更に沈んで 7,000部となった。